# إس. أديسون أوليفر
إس. أديسون أوليفر (بالإنجليزية: S. Addison Oliver)‏ هو قاضي ومحامي وسياسي أمريكي، ولد في 21 يوليو 1833 في واشنطن في الولايات المتحدة، وتوفي في 7 يوليو 1912. حزبياً، نشط في الحزب الجمهوري. وقد انتخب عضو مجلس ولاية آيوا وانتخب عضو مجلس نواب ولاية ايوا وانتخب عضو مجلس النواب الأمريكي.